# Мрака
Мрака или Мраката е историко-географска област в Средна Западна България, обхващаща в основата си територията на бившата Радомирска околия в Радомирското поле, съответно настоящите общини Радомир, Ковачевци и Земен (без селата Габровдол от Брезнишко и Одраница от Трънско), както и селищата Батановци, Зидарци, Лесковец, Планиница, Селищен дол, Черна гора и Ярджиловци в община Перник. Мраката се разделя от съседната област Граово, заемаща Пернишко-Брезнишкото поле от планината Голо бърдо.
Областта граничи с Трънско и Брезнишко на север, Софийско и Самоковско на изток, Дупнишко на юг и Кюстендилско на запад.
Най-ранният оцелял ръкописен книжовен паметник, в който за първи път се споменава това име, е т.нар. „Сборник на поп Драгол“ от третата четвърт на XIII век.